# Macrohaptor hopkinsi
Macrohaptor hopkinsi är en plattmaskart. Macrohaptor hopkinsi ingår i släktet Macrohaptor och familjen Dactylogyridae. Inga underarter finns listade i Catalogue of Life.